# 八德路福德宮
福德宮位於台灣台北市八德路四段，為主祀福德正神的道教廟宇。該廟宇興建於1949年，為位於台北松山區的小型廟宇。另外，該廟宇的組織型態為管理委員會制。